# Надтока Олександр Олександрович
Олекса́ндр Олекса́ндрович Надто́ка  (нар. 6 березня 1991) — український академічний веслувальник, учасник Олімпійських ігор, чемпіон та призер чемпіонатів світу та Європи.
Представляв спортивну команду Запоріжжя. Вихованець СДЮШОР «Україна». Навчався у Запорізькому університеті на заочному відділенні факультету фізичного виховання. Тренер — завідувач кафедри, доцент Сватьєв Андрій В'ячеславович.

## Спортивні досягнення
2008 року на молодіжному чемпіонаті світу зайняв вісімнадцяте місце в змаганнях четвірок парних. На молодіжному чемпіонаті світу 2009 в змаганнях одиночок був одинадцятим. На молодіжному чемпіонаті світу (до 23 років) в змаганнях четвірок парних 2010 року був третім, а 2011 — першим. 2011 року дебютував на дорослому етапі Кубку світу і в складі четвірки парної був третім.
2011 року на чемпіонаті світу в складі четвірки парної був одинадцятим, а на чемпіонаті Європи — п'ятим.
2012 року востаннє брав участь в молодіжному чемпіонаті світу (до 23 років) і в змаганнях четвірок парних став чемпіоном. На чемпіонаті Європи 2012 в складі четвірки парної (Юрій Іванов, Іван Футрик, Олександр Надтока, Іван Довгодько) став срібним призером.
В червні 2013 у Севільї на чемпіонаті Європи з академічного веслування в екіпажі парної четвірки (Дмитро Міхай, Іван Футрик, Олександр Надтока і Іван Довгодько) зайняв четверту позицію.
В липні 2013 на Універсіаді в Казані срібло завоювала двійка парна — Іван Довгодько і Олександр Надтока.
На чемпіонаті світу 2013 в складі четвірки парної був четвертим.
В 2014 року було сформовано нову парну четвірку. До її складу увійшли Дмитро Міхай, Артем Морозов, Олександр Надтока, Іван Довгодько. Це було дуже вдале рішення, бо вже на чемпіонаті Європи українські спортсмени здобули золото. А на чемпіонаті світу, вони не тільки здобули перемогу, але і поставили світовий рекорд часу 5:32:260.
На чемпіонаті Європи 2015 в тому ж складі парна четвірка була другою, але на чемпіонаті світу 2015 не потрапила в головний фінал, залишившись восьмою.
На чемпіонаті Європи 2016 і Олімпійських іграх 2016 Надтока в складі четвірки залишився поза межею призерів, фінішувавши двічі шостим.
На чемпіонаті Європи 2017 в парній четвірці і на чемпіонаті світу 2017 в вісімці зі стерновим був дев'ятим
2018 року в складі четвірки парної (Дмитро Міхай, Сергій Гринь, Олександр Надтока і Іван Довгодько) став восьмим на етапі Кубку світу, четвертим на чемпіонаті Європи і третім на чемпіонаті світу. 2019 року на чемпіонаті Європи був шостим, а на чемпіонаті світу — десятим.

## Державні нагороди
- Орден Данила Галицького (25 липня 2013) — за досягнення високих спортивних результатів на XXVII Всесвітній літній Універсіаді в Казані, виявлені самовідданість та волю до перемоги, піднесення міжнародного авторитету України[2]